# Жахалія
Жахалія (рум. Jahalia) — село у повіті Сучава в Румунії. Входить до складу комуни Ришка.
Село розташоване на відстані 327 км на північ від Бухареста, 30 км на південь від Сучави, 104 км на захід від Ясс.

## Населення
За даними перепису населення 2002 року у селі проживали 338 осіб, усі — румуни. Усі жителі села рідною мовою назвали румунську.